# Atelopus varius
Atelopus varius ist eine vom Aussterben bedrohte mittelamerikanische Amphibienart aus der Familie der Kröten (Bufonidae).

## Merkmale
Der Körper von Atelopus varius ist schlank und bis zu 52 Millimeter lang. Die Haut ist vollständig glatt. Die Körperoberseite ist schwarz gefärbt mit einer roten, gelben oder grünen Zeichnung. Diese besteht meist aus unregelmäßigen, selten auch symmetrischen Flecken sowie Quer- und Längsbinden. Bei einigen Tieren ist der Rücken grau mit gelben, schwarz eingefassten Binden, weiters gibt es auch die Variante bräunlich olivfarben mit dunkler Sprenkelung und Punktierung. Die Unterseite ist gelb oder rosa und weist schwarze, mehr oder weniger zahlreiche Flecken auf.
Der Kopf ist ebenso lang wie breit. Bei den Männchen ist der Rumpf 2 bis 2 1/3 mal so lang wie der Kopf, bei den Weibchen 2 1/2 bis 2 2/3 mal. Der Vorderkopf springt vor, ist etwas zugespitzt und fällt seitlich senkrecht ab. Das Nasenloch liegt deutlich näher am vorderen Ende des Kopfes als am Auge. Der Durchmesser des Nasenloches entspricht dem Abstand zwischen Auge und Nasenloch. Bei den Weibchen ist der Interorbitalraum deutlich breiter als das obere Augenlid, bei den Männchen ist er nur geringfügig oder nicht breiter. Die Vorderbeine sind so lang wie der Rumpf oder etwas länger. Obwohl der erste Finger kurz ist, ist er doch noch deutlich zu erkennen. Die übrigen Finger sind mäßig lang und ebenso wie die kurzen Zehen mit Schwimmhäuten fast vollständig miteinander verbunden. Subarticularhöcker sind auf den Fingern und Zehen nicht vorhanden. Die Metacarpalhöcker sind extrem undeutlich zu erkennen und Metatarsalhöcker fehlen vollständig.

## Vorkommen
Das Verbreitungsgebiet von Atelopus varius umfasst Costa Rica und das westliche Panama. Die Art kommt sowohl auf der Pazifik- als auch auf der Atlantik-Seite der Kordilleren bis in Höhenlagen von 2000 Meter vor. An einigen wenigen Stellen im Flachland steigt sie auch auf abgelegenen Bergrücken und Anhöhen bis auf 16 Meter über dem Meer hinunter. Im Flachland des pazifischen Nordwestens kommt Atelopus varius nicht vor, weiterhin sind Meldungen aus Kolumbien falsch. Aus Costa Rica ist die Art aufgrund des Zusammenbruchs der Population derzeit nur noch an einem einzigen Standort in Fila Chonta in der Nähe der Stadt Quepos anzutreffen.

## Lebensraum und Lebensweise
Die terrestrisch lebende Art bewohnt hauptsächlich humide Tiefland- und Berg-Wälder. Im Tiefland-Regenwald gefundene Exemplare kamen alle in gebirgigen Gegenden mit felsigen und steil abfallenden Fließgewässern vor. Der für Atelopus varius typische Lebensraum sind langsamfließende Fließgewässer, wo die Art oft entlang der Ufer und auf Felsen im Gewässer sitzend angetroffen wurde.
Die Tiere schlafen nachts in Felsspalten oder niedriger Vegetation. Die Eier werden ins Wasser abgelegt und möglicherweise an Felsen geheftet.

## Population und Gefährdung
Früher war Atelopus varius in Costa Rica sehr häufig und von über 100 Populationen bekannt. Ab 1988 begann ein drastischer Rückgang der Bestände bis man die Art 1996 in Costa Rica für ausgerottet hielt. Im Jahr 2003 wurde im Bereich der Pazifikküste in der Nähe der Stadt Quepos eine einzige Population entdeckt, bei einer erneuten Untersuchung 2005 wurden dort mehr Individuen als 2003 ermittelt. Dagegen blieben in Panama einige Populationen stabil während andere zurückgingen. Insgesamt haben die Populationen der Art im gesamten Verbreitungsgebiet stark abgenommen. Vermutlich ist die Hauptursache die Chytridiomykose, die auch die Populationen anderer Atelopus-Arten zusammenbrechen ließ. Der Auslöser dieser Krankheit, der Chytridpilz (Batrachochytrium dendrobatidis), wurde in Exemplaren von Atelopus varius aus Museen sowie aus der letzten Population Costa Ricas nachgewiesen. Weitere Gefährdungen sind der Verlust von Lebensraum aufgrund der Zerstörung natürlicher Wälder sowie die Nachstellung durch eingeführte Forellen. In den 1970er Jahren wurden die Tiere zu tausenden als Haustiere nach Deutschland verkauft. Der Standort der Population in Costa Rica ist außerdem aufgrund eines möglichen Erdrutsches gefährdet, welcher das gesamte Gebiet, in dem die Art nachgewiesen wurde, zerstören könnte.
Atelopus varius wird in der Roten Liste der IUCN aufgrund der extremen Bestandseinbrüche als „vom Aussterben bedroht“ (Critically Endangered) eingestuft.